# Кригсхајм
Кригсхајм (фр. Kriegsheim) насеље је и општина у Француској у региону Алзас, у департману Доња Рајна.
По подацима из 2011. године у општини је живело 708 становника, а густина насељености је износила 180,15 становника/km².

## Демографија
| 1962. | 1968. | 1975. | 1982. | 1990. | 2006. | 2011. |
| ----- | ----- | ----- | ----- | ----- | ----- | ----- |
| 316   | 330   | 331   | 362   | 405   | 716   | 708   |